# Torymus gloriosus
Torymus gloriosus är en stekelart som beskrevs av Graham och Gijswijt 1998. Torymus gloriosus ingår i släktet Torymus och familjen gallglanssteklar.
Artens utbredningsområde är Tjeckien. Inga underarter finns listade i Catalogue of Life.